# José Azueta (municipalité)
La municipalité de José Azueta est l'une des 212 municipalités de l'État de Veracruz, et est située dans la partie sud-est de cet État, au Mexique. Elle se trouve au sud du golfe du Mexique, sur la limite administrative séparant l'État de Veracruz et l'État de Oaxaca, située au sud-ouest de son territoire. Elle est bordée à l'est par la rivière Río Tesechoacán, qui fait partie du bassin du fleuve Río Papaloapan, et prend sa source plus au sud, dans le massif montagneux de la Sierra Madre de Oaxaca. Son chef-lieu est la ville de Villa Azueta. Cette municipalité est rattachée administrativement à la région Papaloapan, qui est une des 10 régions de l'État de Veracruz.

## Géographie
Le territoire de la municipalité s'étend du nord-nord-est au sud-sud-est en suivant à l'est le cours du Río Tesechoacán, qui lui sert en grande partie de limite. Son chef-lieu, Villa Azueta, est situé sur la rive occidentale du Río Tesechoacán, tandis que son ancien chef-lieu Tesechoacán, aujourd'hui simple localité, se situe sur la même de la rivière, plus au nord. Son territoire couvre une superficie de 543,2 km2, et était peuplé en 2010 de 23 999 habitants, pour une densité de 42,2 habitants par km2.
La municipalité est limitée au nord par celle de Amatitlán, à l'ouest par celles Carlos A. Carrillo, de Chacaltianguis, et, dans l'État de Oaxaca, par celle de Loma Bonita. Elle est limitée au sud, à nouveau dans l'État de Veracruz, par celle de Playa Vicente, et à l'est par celle d'Isla.

## Composition et démographie
La municipalité était composée en 2015 de 192 localités, dont 2 sont considérées comme urbaines, les autres étant rurales.
| Localité                       | Population |
| ------------------------------ | ---------- |
| Villa Azueta                   | 6754       |
| Linda Vista                    | 3121       |
| Estación Dobladero             | 1266       |
| Tesechoacán                    | 1160       |
| Vicente Guerrero (El Aguacate) | 874        |
| Reste des localités            | 10 824     |
| Total population               | 23 999     |

En plus de l'espagnol, plusieurs langues amérindiennes sont parlées dans la municipalité, dont les principales sont par ordre d'importance : le chinantèque, et de manière plus marginale le mixtèque, le zapotèque et le cuicatèque.

## Histoire
La municipalité est créée en 1831 sous le nom de San Miguel Tesechoacán (Tesechoacán est aujourd'hui une localité de la municipalité de José Azueta). La municipalité de Tesechoacán cède en une part de son territoire, pour la création de celle de Playa Vicente, située au sud. En 1924, le siège de la municipalité de Tesechoacán est déplacé à Paso del Cura. En 1973, la municipalité prend le nom de José Azueta (es), militaire mexicain s'étant opposé en 1914 à l'occupation américaine de Veracruz.

## Économie

### Agriculture et élevage
La superficie des parcelles semées représentait en 2016 une superficie totale de 24 070 hectares, parmi lesquels 10 900 hectares voués à la culture de l'ananas, 6150 hectares voués à la culture du maïs, et 5010 hectares voués à celle de la canne à sucre.
En 2016, la production de viande par tonnes comprenait 1324,9 tonnes de viande bovine, 372,6 tonnes de viande porcine, 14,8 tonnes de viande ovine, 78,1 tonnes de volailles et 8,7 tonnes de dinde. La superficie vouée à l'élevage représentait alors 19 243 hectares.